# 大潭 (香港)

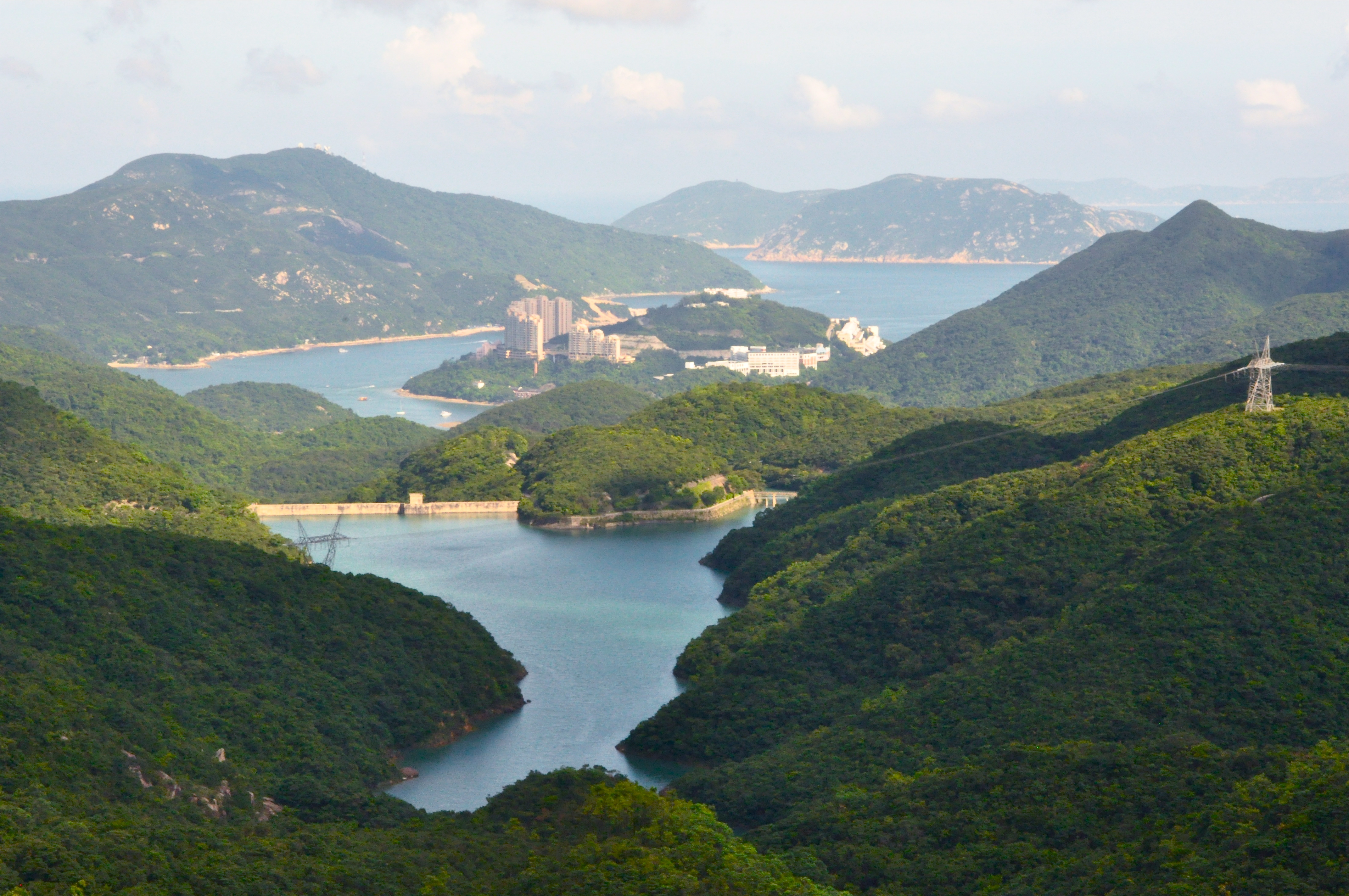
大潭篤水塘

大潭是一個位於香港港島南區東南部的近郊地方，赤柱以東、石澳以西。其唯一主要道路是大潭道，大部分地方為大潭水塘、大潭郊野公園和大潭郊野公園（鰂魚涌擴建部份）所覆蓋。沿著大潭道的都是一些歷史悠久的豪華公寓。大潭名字意指「一大片的深水處」，亦即赤柱半島、鶴咀半島和大潭篤所包圍的三角水域。

## 地理位置

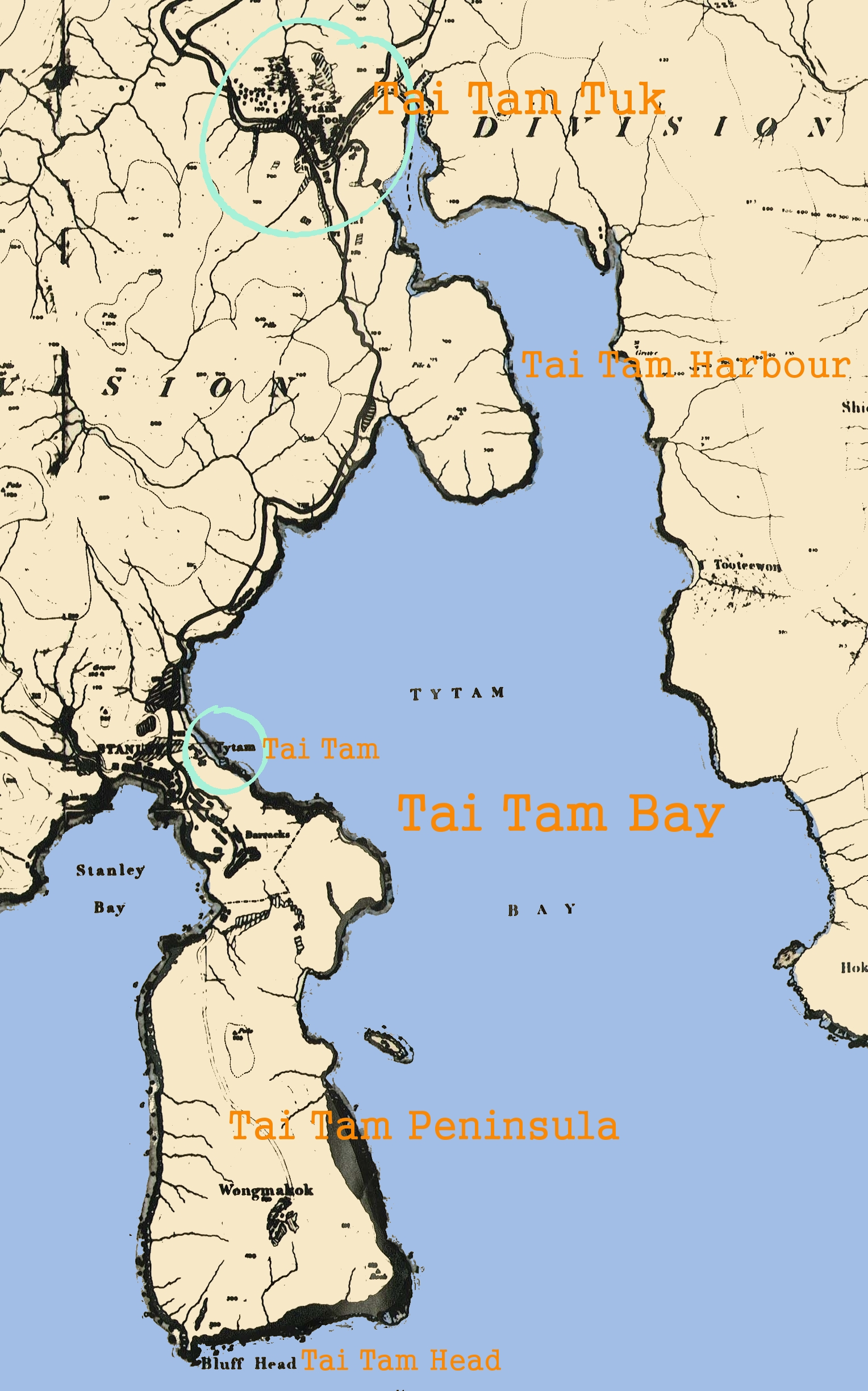
1845年地圖中的大潭

大潭的東邊是大潭港和大潭灣這兩個海灣。它們位於赤柱半島和鶴咀半島兩半島之間。大潭的南邊是白筆山，該半島大部分土地興建成低層豪宅如紅山半島、紅山花園、龜背灣、皇府灣及玫瑰園的所在地；西邊是大潭水塘和大潭郊野公園；北邊是大潭篤。現在的大潭比以前殖民地時期初期所指的範圍少，所以「大潭篤」和「大潭頭」分別是指以前大潭的北端和大潭半島的南端。

## 歷史

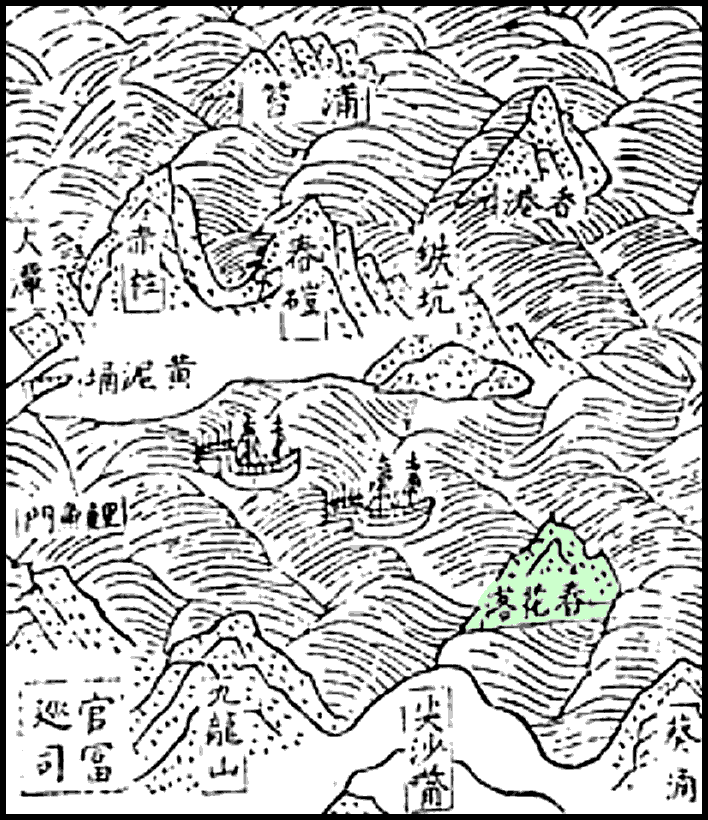
《粵大記》中已標有大潭

「大潭」一名在明朝著作的《粵大記》內已經有記載。位於附近的大潭灣（Tytam Bay）曾經作為18世紀代表香港島的一個港口，而維多利亞港在當時的航海記載中只是港島北部的一個海峽，而且地勢險要及海盜猖獗。為安全起見，船隻都取道南方的萬山群島到達澳門和廣州。因此當時大潭灣亦稱作「香港港口」（Hong-kong Harbour）。
大潭灣最早的記載見於美國船長約翰．肯德里克（John Kendrick）於1792年9月的航海記錄，他帶領商船「華盛頓夫人號」（Lady Washington）駛經「澳門航道」前，取香港島以南的「担竿水道」，並中途於大潭灣內取用食水及向村民採購一些魚和家禽作補給。
直至開埠初期，英國人在港島南岸（即大潭灣、香港仔和赤柱一帶）以及港島北岸（即中上環一帶）之間作研究物色軍事、行政和商業中心，結果發現南岸的海灣分散而且被不少山坡阻隔，難以發展道路基建。這也是他們最後放棄南岸，而選擇在北岸建設維多利亞城的其中一個原因。

## 設施

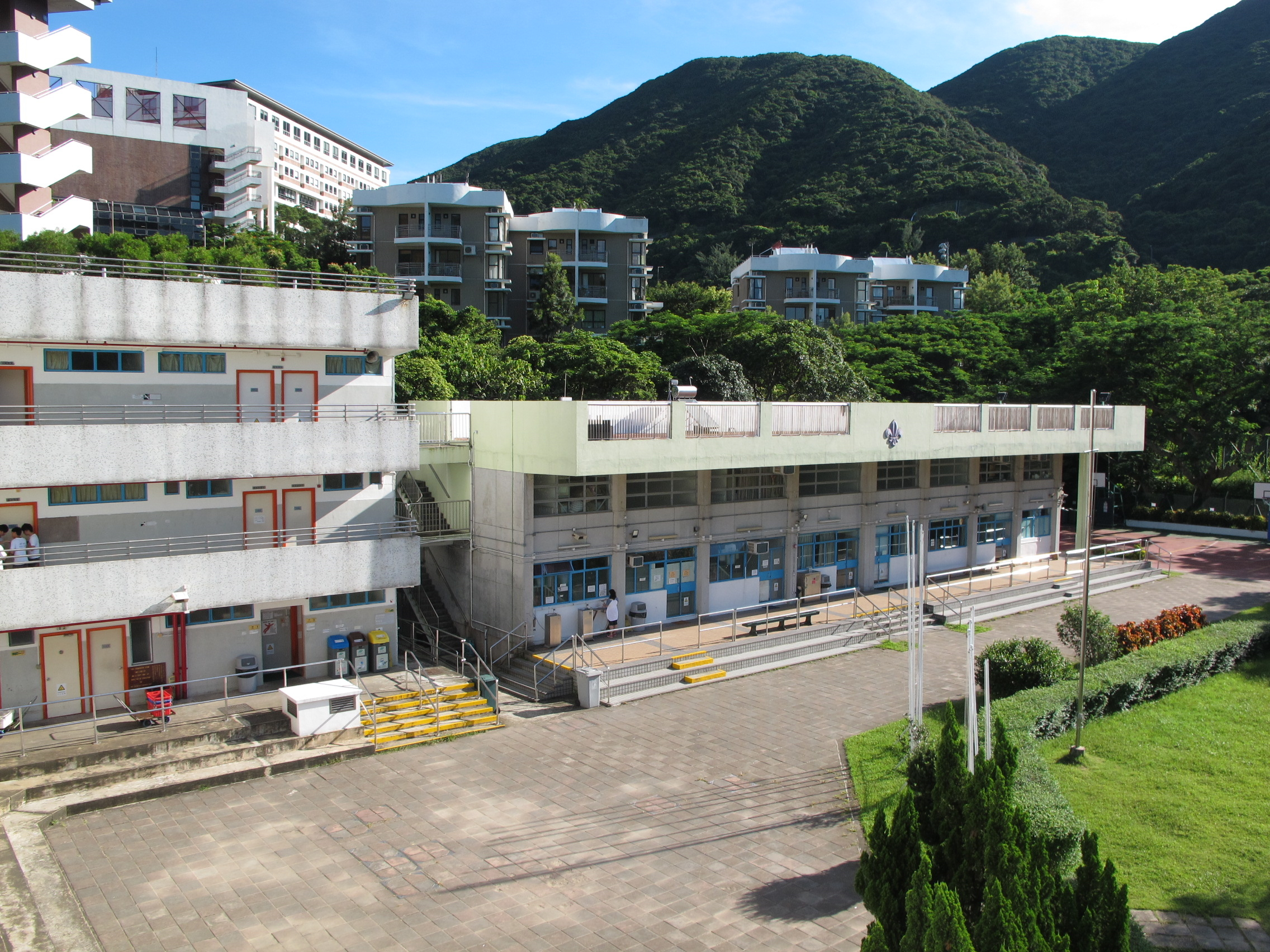
大潭童軍中心

香港童軍總會也在大潭港上設立大潭童軍中心，以用作宿營之用。該童軍中心鄰近大潭村，村外是一大片的紅樹林。此外，包辦中小學的香港國際學校也位於大潭。

## 區議會議席分佈
為方便比較，以下列表以赤柱峽道、赤柱村道、大潭道交界起向東至石澳道、大潭道交界以西為範圍。
| 年度/範圍  | 2000-2003      | 2004-2007      | 2008-2011      | 2012-2015      | 2016-2019      | 2020-2023      |
| ---------- | -------------- | -------------- | -------------- | -------------- | -------------- | -------------- |
| 大潭道沿線 | 赤柱及石澳選區 | 赤柱及石澳選區 | 赤柱及石澳選區 | 赤柱及石澳選區 | 赤柱及石澳選區 | 赤柱及石澳選區 |

註：以上主要範圍尚有其他細微調整（包括編號），請參閱有關區議會選舉選區分界地圖及條目。